# سور دمشق

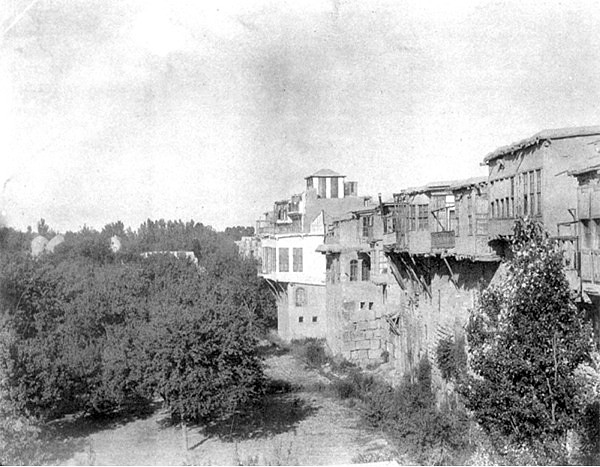
سور دمشق بين الباب الشرقي وباب توما

سور دمشق يقصد به السور الأثري المحيط بمدينة دمشق القديمة في سوريا حيث يُعد سور مدينة دمشق من أهم المعالم الأثرية في المدينة العريقة ويضم بين جنباته الكثير من الأوابد التاريخية منها قلعة دمشق وأبواب دمشق السبعة وبرجي نور الدين والصالح أيوب وعبق التاريخ هنا وهناك في مدينة هي الأقدم في العالم.

## تاريخ إنشاء السور
يعود تاريخ سور دمشق الذي شيّده اليونان في العهد الهيليني، ورُمم في العهود اللاحقة ، يبلغ طول السور الأثري القديم 1500 متر وعرضه 750 مترا ويحتوى على مساحة تُقدّر بمائة هكتار مُقسّمة إلى جزر مستطيلة مفصولة بشوارع تتجه من الشمال إلى الجنوب ومن الشرق إلى الغرب وضم السور الروماني القديم سبعة أبواب هي باب السلام، باب شرقي، باب توما، باب الفراديس، باب الجابية، باب الصغير، وباب كيسان.

## السور عبر العهود
يختلف السور الروماني عن السور الحالي الذي رُمِّم عدة مرات على مر العصور وتم توسيعه ليكون متفقا مع اتساع المدينة وامتدادها وجعلوه يحاذي مجرى نهر بردى الأصلي بدلا من نهر عقربا الذي لم يعد يحاذيه إلا بعد باب السلام ثم أتى حكام دمشق في فترات متلاحقة والمماليك والعثمانيون وقاموا بتدعيم أجزاء من السور.
وتبين المراحل التاريخية التي تم فيها بناء الأقسام المتبقية من السور أن صفوف أحجاره السفلية الضخمة التي أخذت من السور القديم يعود عهدها إلى ما قبل القرن الثاني عشر وصفوف الأحجار التي تليها إلى زمن نور الدين زنكي في العهد الأيوبي أما مداميك الأحجار غير المنحوتة العلوية فقد وضعت بالعهد العثماني ومن أهم معالم سور دمشق برج نور الدين وبرج الصالح أيوب وقلعة دمشق وأبواب السور ويقع برج نور الدين في الطرف الجنوبي الغربي من سور المدينة (جنوب جامع سنان باشا) ويبلغ ارتفاعه عشرة أمتار بناه نور الدين زنكي سنة 654 هـ / 1256 م له قاعدة مربعة أحجاره مبنية من أحجار قديمة أخذت من سور المدينة القديم ويلاحظ أن صفوفها السفلية أكبر من العلوية التي جددت زمن الملك الناصر قلاوون وقد أعاد السلطان نور الدين الشهيد بناء السور حتى أحاط بالمدينة بعد توسيعها وأصبح شكله بيضويًا بعدما كان مستطيلًا وقد أضيف إلى السور سور آخر يمتد من باب السلام و باب توما حتى الباب الشرقي لتصبح المنطقة الواقعة بين السورين تعرف باسم (بين السورين)، كما أقام نور الدين عدة أبراج على هذا السور. ومن المعالم أيضا برج الملك الصالح أيوب ويقع إلى الزاوية الشمالية الشرقية من المدينة وسُمّي باسمه حيث أنشأه عام 646 هـ / 1248 م وهو نموذج للأبراج الأيوبية الدمشقية.

## أبواب دمشق القديمة
أما أبواب السور القديم في دمشق فقد رمز كل باب إلى أحد الكواكب وكما يقول ابن عساكر إلى أن أبواب دمشق كل باب يرمز إلى أحد الكواكب السبعة، وجعل على كل باب صورة الكوكب المرصود له. فباب كيسان الذي يرمز لزحل بقيت الصورة عليه حتى الآن موجودة، بينما خُربت على الأبواب الأخرى، لكن أبواب دمشق لم تبقَ كما عرفها ابن عساكر سبعة أبواب بل أصبحت عشرة أبواب هي:
- باب كيسان: وهو باب قديم رغم نسبته إلى مولى معاوية أغلقه السلطان نور الدين الزنكي، ثم أعاد فتحه الملك الأشرف ناصر الدين شعبان الثاني 1363م. وأثناء الاحتلال الفرنسي أُعيد إنشاؤه وترميمه وبنيت خلفه كنيسة القديس بولس. ويرمز هذا الباب لكوكب زحل.
- الباب الشرقي: وهو بناء روماني رمّمه السلطان نور الدين الزنكي عام 1154م وعبرته جيوش المسلمين أثناء الفتح العربي للمدينة بعد حصارها واستلام أهلها. ويرمز هذا الباب للشمس.
- باب توما: بُني في عهد الرومان، لكنه تهدم كليًا، فأُعيد بناؤه في عهد الملك الأيوبي الناصر داوود عام 1227م، وفي العهد المملوكي قام الأمير سيف الدين تنكز بتجديده عام 1333م ويرمز هذا الباب إلى كوكب الزهرة.
- باب الصغير: وهو باب قديم أيضًا لكن الملك نور الدين محمود أعاد بنائه عام 1156م للميلاد. كما قام بتجديده الملك عيسى ابن أبي بكر الأيوبي عام 1226م ويرمز لكوكب المشتري.
- باب الجابية: وأتت شهرة هذا الباب والباب الشرقي من عبور جيوش المسلمين منهما بقيادة خالد ابن الوليد وأبو عبيدة عامر بن الجراح لفتح دمشق. وسُمّي بهذا الاسم لأنه كان يؤدي إلى معسكر للجند، مكلّفين بجباية الضرائب. وكان هذا الباب مؤلفًا من ثلاث فتحات، لم يستعمل منها إلا الفتحة الجنوبية. وهذا النمط الثلاثي يؤكد أنه باب روماني. لكن الملك نور الدين محمود أعاد إنشاؤه وترميمه عام 1164م ثم قام الملك الناصر صلاح الدين بن عيسى بتجديده. ويرمز هذا الباب لكوكب المريخ.
- باب الفراديس: ويعرف الآن بباب العمارة، وهو باب قديم يرجّح أنه روماني، أعيد إنشاؤه وترميمه في عهد الملك الصالح عماد الدين بن إسماعيل عام 1241م وهو مغمور الآن بالكتل السكنية والأسواق التجارية، ويرمز لكوكب عطارد.
- باب الفرج: ويُسمّى اليوم باب المناخلية، باب مزدوج أقامه الملك نور الدين محمود ورممه الملك الصالح نجم الدين أيوب عام 1241م. وزالت معالمه الآن بسبب هدم الأسواق المحيطة بالقلعة.
- باب النصر: ولا يعرف الزمن الذي بًني فيه هذا الباب، لكن الروايات تقول أن الملك الناصر صلاح الدين الأيوبي قد بناه قد تهدم كليًا عام 1862م قبل بناء سوق الحميدية الذي كان هذا الباب يقع عند مدخل سوق الحميدية من جهة الشرق.
- باب الفراديس أو باب الجنيق: وهو باب روماني صغير نسبيًا تهدّم بسبب عدم الاستخدام وما يزال مهدّمًا حتى الآن ويرمز هذا الباب للفخر.
- باب السلامة: ويعرف الآن بباب السلام، أُنشئ في عهد الملك نور الدين محمود عام 1164م ثم جُدد في عهد الملك الصالح نجم الدين أيوب عام 1243م وما زالت آثاره باقية حتى اليوم.